# 강원상품권
강원상품권(江原商品券)은 강원특별자치도 지역자금 외부 유출을 막고 지역경제를 활성화하기 위해 강원도에서 발행하는 상품권으로 도내 사용점에서 현금처럼 사용이 가능한 상품권이다. 한국조폐공사에서 제작된 상품권으로 숨은그림, 홀로그램띠, 형광인쇄, 미세문자, 스마트씨 등 9가지의 위ㆍ변조 방지기술이 적용되었다. 강원상품권 종류로는 5천원권, 1만원권, 5만원권이 있다.

## 구매 방법
- 도내 지정 NH농협은행(지역 농·축·품목농협 포함) 영업점에서 구매 가능
- 개인 할인 구매 시 현금만 가능하며 유효기간은 발행일로부터 5년[1]
- 상품권 구매 취소는 구매 당일 구매자 본인이 요청하는 경우에 한해 가능하며 상품권 권종 간의 교환은 불가능.

## 사용처
- 전통시장, 음식점, 슈퍼마켓, 주유소, 세탁소, 제과점, 문구점, 의류점, 이 · 미용 업소 등 도내 강원상품권 사용점에서 현금처럼 사용.[2]
- 강원상품권앱을 통해 모바일로도 결제가 가능.

## 환불기준
- 상품권 권면금액의 60%이상을 사용하면(1만원권 이하 상품권은 80%이상)잔액을 현금으로 환불 가능.[3]

## 위.변조 확인 방법[4]
- 은화 : 용지를 밝은 빛에 비춰보면 숨어있는 수막새 이미지가 보임
- 은선[5] : 문자가 연속하여 새겨진 홀로그램 칼라의 얇은 띠를 용지에 삽입하여 복사하여 위조했을 경우에는 회색으로 보임
- 스마트기기인식용 보안패턴(스마트씨) : 전용 애플리케이션인 수무늬(Smoony)를 삽입하여 용지를 보면 보이지 않던 ‘Gang Won’이라는 문자가 보임[6]